# Vito Corleone
Vito Andolini Corleone là nhân vật hư cấu trong tiểu thuyết Bố già của Mario Puzo và trong hai phim đầu tiên của ba bộ phim cùng tên của Francis Ford Coppola. Trong phim, Marlon Brando đóng vai Vito lúc ông đã già trong "Bố già" và sau đó, Robert De Niro đóng vai khi ông còn là thanh niên trong "Bố già phần II" Ông là một người nhập cư Sicilia mồ côi và đã xây dựng nên một đế chế Mafia của Mỹ. Khi ông qua đời, Michael, con trai út của ông, đã kế nhiệm với tư cách là Bố già (Ông trùm) mới của gia đình tội phạm Corleone.
Ông có hai con trai khác, là Santino ("Sonny") và Frederico ("Fredo"), và một con gái Constanzia ("Connie"). Vito nhận người bạn của Sonny, Tom Hagen, làm con nuôi, ông ta trở thành luật sư và consigliere ("quân sư") của ông.
Vito giám sát một doanh nghiệp được thành lập trên cờ bạc, buôn lậu, và tham nhũng từ các nghiệp đoàn, nhưng ông được biết đến như một người đàn ông tốt bụng, tử tế, sống bằng theo quy tắc nghiêm túc về lòng trung thành với bạn bè và trên hết là gia đình. Ông cũng được biết đến như một người theo truyền thống yêu cầu sự tôn trọng tương xứng với địa vị của mình; ngay cả những người bạn thân nhất của ông cũng gọi ông là "Bố già" hay "Ông trùm Corleone" thay vì tên "Vito".
Premiere Magazine đánh giá Vito Corleone là nhân vật điện ảnh vĩ đại nhất trong lịch sử. Ông cũng được chọn là nhân vật điện ảnh lớn thứ 53 của theo tờ Empire.

## TrongBố già
Vito tự hào khi luôn cẩn thận và hợp lý, nhưng không hoàn toàn từ bỏ bạo lực. Khi con đỡ đầu của mình, ca sĩ Johnny Fontane, muốn được giải phóng khỏi hợp đồng của mình với chủ ban nhạc, Vito đề nghị được trả tiền giải phóng cho anh ta, nhưng chủ ban nhạc từ chối. Vito sau đó cho tên này một "đề nghị không thể từ chối": trả một số tiền ít hơn nhưng cho vệ sĩ kê súng vào đầu chủ ban nhạc. Năm 1945, khi chủ hãng phim Jack Woltz từ chối không cho Fontane đóng một vai mà có thể khôi phục lại sự nghiệp của mình, thuộc hạ của Vito giết chết con ngựa đua vô địch của Woltz và đặt cái đầu bị cắt vào giường của Woltz khi lão đang ngủ.
Một tên buôn bán ma túy là Virgil Sollozzo, được hỗ trợ bởi gia đình Tattaglia đối thủ, yêu cầu Vito đầu tư vào công việc của hắn ta và đảm bảo an ninh, pháp lý trong việc mang ma túy vào Mỹ và phân phối. Vito từ chối, tin rằng các chính trị gia và thẩm phán mà ông đang có sẽ chống lại ông nếu ông tham gia vụ buôn bán ma túy này. Thế nhưng trong cuộc họp, Sonny lại vô ý bày tỏ sự quan tâm đến thỏa thuận này. Sau cuộc họp, Vito khiển trách con trai mình vì đã để cho một người ngoài cuộc biết anh đang nghĩ gì. Vào dịp Giáng sinh 1945, khi Vito đang mua trái cây từ một người bán hàng, hai tên tay sai của Sollozzo xuất hiện với súng trên tay. Vito quay người bỏ chạy nhưng bị bắn 5 phát. Còn Fred thì thậm chí không rút nổi khẩu súng ra khi những tên sát thủ bỏ chạy.
Nhưng Vito không chết, và Sollozzo tiếp tục thực hiện một vụ ám sát thứ hai tại bệnh viện vào tối hôm sau. Mark McCluskey - một viên đại úy cảnh sát tham nhũng, biến chất bị Sollozzo mua chuộc - đã loại bỏ vệ sĩ của Vito, cũng như điều cảnh sát bảo vệ đi làm việc khác, khiến ông không được bảo vệ. Tuy nhiên, Michael lại đến vào khoảnh khắc trước khi vụ ám sát xảy ra. Nhận rõ được mối nguy hiểm, Michael và một y tá di chuyển Vito đến một phòng khác. Michael khẳng định lòng trung thành của mình ở bên cạnh bố. Closkey tức giận vì bị phá đám nên đã đấm Mike vỡ gò má đến nỗi phải ngất đi.
Trong lúc Vito đang bình phục, Sonny là người đứng đầu trong gia đình. Michael thuyết phục Sonny rằng anh có thể giết chết Sollozzo và McCluskey vì biết rằng  cha mình sẽ không bao giờ được an toàn nếu Sollozzo còn sống. Sau khi được lập kế hoạch tỉ mỉ, Michael đã bắn chết cả hai người và chạy trốn đến Sicily dưới sự bảo vệ của ông trùm Tommasino. Cái chết của Sollozzo và McCluskey gây kích động cho một cuộc chiến giữa gia đình Corleone và Tattaglia, và các gia đình New York khác ủng hộ việc này. Sau khi Sonny bị giết bởi thuộc hạ của Barzini, Vito kiểm soát gia đình Corleone và tổ chức một hội nghị hòa bình giữa các gia đình, trong thời gian đó, ông nhận ra rằng chính Barzini là chủ mưu và thực hiện giết Sonny.
Michael trở về nhà để trở thành người thừa kế của Vito. Michael kết hôn với người bạn gái lâu năm của mình là Kay Adams, và Vito giờ về bán-hưu. Michael giờ trở thành người đứng đầu hoạt động của gia đình - điều mà Vito chưa bao giờ muốn cho đứa con trai yêu quý của mình. Vito trở thành cố vấn cho Michael vì Tom Hagen được cho thôi làm consigliere. Michael thuyết phục Vito rằng đã đến lúc bỏ gia đình phải rời khỏi giới Mafia. Đồng thời, Michael và Vito bí mật tiếp tục kế hoạch của Sonny để tiễu trừ những ông trùm New York khác, trong khi để cho 2 gia đình Barzini và Tattaglia xâm phạm đến những lợi ích của nhà Corleone để lùa họ vào tròng.
Vito cảnh báo Michael rằng Barzini sẽ ám sát Michael dưới vỏ bọc của một cuộc họp; Barzini sẽ sử dụng một trong những thành viên đáng tin cậy nhất của gia đình Corleone làm người trung gian. Ngay sau đó, Vito chết vì một cơn đau tim trong vườn nhà khi đang chơi với đứa cháu nội của mình, con trai của Michael. Trong tiểu thuyết, những lời cuối cùng của ông là, "Đời đẹp quá."
Tại tang lễ của Vito, Tessio vô tình để lộ rằng ông là kẻ phản bội khi lão nói với Michael rằng Barzini muốn có một cuộc họp và lão có thể thiết lập nó trên lãnh thổ của mình ở Brooklyn, nơi Michael sẽ được an toàn. Vài ngày sau, Michael thực hiện kế hoạch của Sonny và Vito để loại bỏ những ông trùm New York khác. Tessio và chồng của Connie là Carlo Rizzi cũng bị ám sát vì thông đồng với Barzini. Chỉ sau một đêm, gia đình Corleone lấy lại thế thượng phong của mình là tổ chức tội phạm mạnh nhất trong cả nước.